# Sociedade Brasileira de Matemática
A Sociedade Brasileira de Matemática (SBM), é uma associação profissional e uma entidade civil, com viés cultural, fundada em 24 de junho 1969 com sede no IMPA.
A SBM conta com cerca de dois mil associados. 

## Fundação
Os líderes da comunidade da Matemática do Brasil propuseram a criação de uma sociedade científica brasileira para a esfera matemática, dissolvendo algumas sociedades estaduais.
Durante o VII Colóquio Brasileiro de Matemático, realizado em julho de 1969, a ideia da nova sociedade foi apresentada à comunidade e, em 24 de julho do mesmo ano, ocorreu a assinatura de subscritores (considerados Fundadores) na Ata de Fundação.
Após a assinatura, constituiu-se a primeira diretoria:
- Chaim Samuel Hönig como Presidente;
- Angelo Antonio Piccinini como Secretário Geral;
- Alberto de Carvalho Peixoto Azevedo como Tesoureiro;
- Carlos Benjamim de Lyra, Elon Lages Lima, José Ubyrajara Alves e Mauricio Matos Peixoto como conselheiros.

## Objetivos
É uma entidade de caráter cultural e sem fins lucrativos voltada principalmente para estimular o desenvolvimento da pesquisa e do ensino da Matemática no Brasil.
A SBM realiza a Olimpíada Brasileira de Matemática das Escolas Públicas (OBMEP) e a Olimpíada Brasileira de Matemática (OBM). A SBM em parceria com o IMPA realiza programas de reciclagem de professores de matemática, além de publicar livros específicos para o aprimoramento da matemática básica no Brasil por meio da sua Coleção Professor de Matemática. Estimula a divulgação e disseminação de pesquisas e de saberes na área de Matemática, é um centro para levar as preocupações dos centros matemáticos brasileiros, incentiva o intercâmbio do conhecimento entre os matemáticos brasileiros com os do exterior, além de contribuir para o aprimoramento de altos padrões de trabalhos e de formações científicas na Matemática no Brasil. A SBM também tem como objetivo a defesa da liberdade de ensino e pesquisa.

## Atividades
Entre suas ações atuais destacam-se:
- o estímulo ao ensino de qualidade em todos os níveis, através da produção e divulgação de textos matemáticos;[1][5]
- o funcionamento como uma editora sem fins lucrativos de livros e revistas na área de matemática.[3]
- a promoção de reuniões científicas periódicas;[1][5]
- realização de eventos acadêmicos;[1]
- apoio às Olimpíadas de Matemática;[1][6]
- promoção do, entre outros prêmios[7], Prêmio Sociedade Brasileira de Matemática, concedido a cada dois anos para o melhor artigo de pesquisa publicado recentemente por jovem pesquisador desse campo de conhecimento. [1][8]

## Presidentes
Na tabela, seguem a lista de presidente e vice-presidente conforme os anos da gestão. Não havia o cargo de presidente até 1987.
| Anos      | Presidente                    | Vice-Presidente           |
| --------- | ----------------------------- | ------------------------- |
| 1969–1971 | Chaim Samuel Hönig            |                           |
| 1971–1973 | Manfredo do Carmo             |                           |
| 1973–1975 | Elon Lages Lima               |                           |
| 1975–1977 | Maurício Peixoto              |                           |
| 1977–1979 | Djairo Guedes de Figueiredo   |                           |
| 1979–1981 | Jacob Palis                   |                           |
| 1981–1983 | Imre Simon                    |                           |
| 1983–1985 | Geraldo Severo de Souza Ávila |                           |
| 1985–1987 | Aron Simis                    |                           |
| 1987–1989 | César Camacho                 | Paulo Roberto Grossi Sad  |
| 1989–1991 | Keti Tenenblat                | David Goldstein Costa     |
| 1991–1993 | César Camacho                 | Paulo Roberto Grossi Sad  |
| 1993–1995 | Márcio Gomes Soares           | Mário Jorge Dias Carneiro |
| 1995–1997 | Márcio Gomes Soares           | Mário Jorge Dias Carneiro |
| 1997–1999 | Paulo Domingos Cordaro        | Ruy Exel Filho            |
| 1999-2001 | Paulo Domingos Cordaro        | Claudio Landim            |
| 2001–2003 | Suely Druck                   | César Camacho             |
| 2003–2005 | Suely Druck                   | César Camacho             |
| 2005-2007 | João Lucas Marques Barbosa    | Suely Druck               |
| 2007-2009 | João Lucas Marques Barbosa    | Hilário Alencar           |
| 2009-2011 | Hilário Alencar               | Marcelo Viana             |
| 2011-2013 | Hilário Alencar               | Marcelo Viana             |
| 2013-2015 | Marcelo Viana                 | Vanderlei Horita          |
| 2015-2017 | Hilário Alencar               | Paolo Piccione            |
| 2017-2019 | Paolo Piccione                | Nancy Garcia              |
| 2019-2021 | Paolo Piccione                | Nancy Garcia              |
| 2021-2023 | Paolo Piccione                | Jaqueline Mesquita        |
| 2023-2025 | Jaqueline Mesquita            | Daniel Pellegrino         |